# Hiers
Hiers era una comuna francesa que estaba situada en el departamento de Charente Marítimo, de la región de Nueva Aquitania, que en 1825 se fusionó con la comuna de Brouage, formando la comuna de Hiers-Brouage.

## Demografía
| Gráfica de evolución demográfica de Hiers entre 1793 y 1821 |
|                                                             |

Los datos demográficos contemplados en este gráfico se han cogido de la página francesa EHESS/Cassini.